# Władajska reka
Władajska reka (bułg. Владайска река) – rzeka w zachodniej Bułgarii, lewy dopływ Iskyru w zlewisku Morza Czarnego. Długość - 23 km. 
Wypływa w górach Witosza, płynie na północ, przepływa przez Sofię i uchodzi do Iskyru.